# Campeonato Mundial de Vuelo a Vela
El Campeonato Mundial de Vuelo a Vela (FAI World Glider Aerobatic Championships) es una competición de velocidad de volovelismo que se realiza aproximadamente cada dos años. Los eventos no están separados siempre por dos años debido a que a menudo las competencias se llevan a cabo en el hemisferio sur.  Varias clases de planeadores se han introducido con el paso de los años, por lo que las respectivas competencias separadas para cada clase a menudo se llevan a cabo simultáneamente. El vuelo sin motor fue un deporte de exhibición en los Juegos olímpicos de Berlín en 1936 y debía convertirse en un deporte olímpico oficial en los juegos de Helsinki en 1940. Sin embargo desde la Segunda Guerra Mundial, este deporte no ha sido practicado en los Juegos Olímpicos.

## Lista de competencias
| Año  | Camp. | Sede                                           | Clase           | Ganador                      | País                      | Planeador                       |
| ---- | ----- | ---------------------------------------------- | --------------- | ---------------------------- | ------------------------- | ------------------------------- |
| 1937 | 1°    | Wasserkuppe, Alemania                          | Libre           | Heini Dittmar                | Alemania                  | DFS São Paulo                   |
| 1948 | 2°    | Samedan, Suiza                                 | Libre           | Per-Axel Persson             | Suecia                    | DFS 108 Weihe                   |
| 1950 | 3°    | Örebro, Suecia                                 | Libre           | Billy Nilsson                | Suecia                    | DFS 108 Weihe                   |
| 1952 | 4°    | Madrid, España                                 | Libre           | Philip Wills                 | Reino Unido               | Slingsby Sky                    |
| 1952 | 4°    | Madrid, España                                 | Biplaza         | Luis Juez y Miguel Ara       | España                    | DFS Kranich                     |
| 1954 | 5°    | Camphill, Great Hucklow, Reino Unido           | Libre           | Gerard Pierre                | Francia                   | Breguet 901                     |
| 1954 | 5°    | Camphill, Great Hucklow, Reino Unido           | Biplaza         | Z. Rain y B. Komac           | Yugoslavia                | Ikarus Kosava                   |
| 1956 | 6°    | Saint Yan, Francia                             | Libre           | Paul MacCready               | Estados Unidos            | Breguet 901                     |
| 1956 | 6°    | Saint Yan, Francia                             | Biplaza         | Nick Goodhart y Frank Foster | Reino Unido               | Slingsby Eagle                  |
| 1958 | 7°    | Leszno, Polonia                                | Libre           | Ernst Haase                  | Alemania Occidental       | HKS-3                           |
| 1958 | 7°    | Leszno, Polonia                                | Standard        | Adam Witek                   | Polonia                   | SZD-22 Mucha Standard           |
| 1960 | 8°    | Colonia, Alemania Occidental                   | Libre           | Rodolfo Hossinger            | Argentina                 | Slingsby Skylark 3              |
| 1960 | 8°    | Colonia, Alemania Occidental                   | Standard        | Heinz Huth                   | Alemania Occidental       | A. Schleicher Ka 6              |
| 1963 | 9°    | Junín, Argentina                               | Libre           | Edward Makula                | Polonia                   | SZD-19 Zefir 2                  |
| 1963 | 9°    | Junín, Argentina                               | Standard        | Heinz Huth                   | Alemania Occidental       | A. Schleicher Ka 6              |
| 1965 | 10°   | South Cerney, Reino Unido                      | Libre           | Jan Wroblewski               | Polonia                   | SZD-24 Foka 4                   |
| 1965 | 10°   | South Cerney, Reino Unido                      | Standard        | Francois Henry               | Francia                   | Siren Edelweiss                 |
| 1968 | 11°   | Leszno, Polonia                                | Libre           | Haro Wodl                    | Austria                   | Schempp-Hirth Cirrus            |
| 1968 | 11°   | Leszno, Polonia                                | Standard        | Andrew J. Smith              | Estados Unidos            | Elfe S-3                        |
| 1970 | 12°   | Marfa, Texas, Estados Unidos                   | Libre           | George Moffat                | Estados Unidos            | Schempp-Hirth Nimbus            |
| 1970 | 12°   | Marfa, Texas, Estados Unidos                   | Standard        | Helmut Reichmann             | Alemania Occidental       | Rolladen-Schneider LS1          |
| 1972 | 13°   | Vrsac, Yugoslavia                              | Libre           | Göran Ax                     | Suecia                    | Schempp-Hirth Nimbus-2          |
| 1972 | 13°   | Vrsac, Yugoslavia                              | Standard        | Jan Wroblewski               | Polonia                   | SZD-43 Orion                    |
| 1974 | 14°   | Waikerie, Australia                            | Libre           | George Moffat                | Estados Unidos            | Schempp-Hirth Nimbus-2          |
| 1974 | 14°   | Waikerie, Australia                            | Standard        | Helmut Reichmann             | Alemania Occidental       | Rolladen-Schneider LS2          |
| 1976 | 15°   | Räyskälä, Finlandia                            | Libre           | George Lee                   | Reino Unido               | Alexander Schleicher ASW 17     |
| 1976 | 15°   | Räyskälä, Finlandia                            | Standard        | Ingo Renner                  | Australia                 | Eiri PIK-20B                    |
| 1978 | 16°   | Chateauroux, Francia                           | Libre           | George Lee                   | Reino Unido               | Alexander Schleicher ASW 17     |
| 1978 | 16°   | Chateauroux, Francia                           | 15 m            | Helmut Reichmann             | Alemania Occidental       | Akaflieg Braunschweig SB-11     |
| 1978 | 16°   | Chateauroux, Francia                           | Standard        | Baer Selen                   | Países Bajos              | Alexander Schleicher ASW 19     |
| 1981 | 17°   | Paderborn, Alemania Occidental                 | Libre           | George Lee                   | Reino Unido               | Schempp-Hirth Nimbus-3          |
| 1981 | 17°   | Paderborn, Alemania Occidental                 | 15 m            | Göran Ax                     | Suecia                    | Alexander Schleicher ASW 20     |
| 1981 | 17°   | Paderborn, Alemania Occidental                 | Standard        | Marc Schroeder               | Francia                   | Rolladen-Schneider LS4          |
| 1983 | 18°   | Hobbs, Nuevo México, Estados Unidos de América | Libre           | Ingo Renner                  | Australia                 | Schempp-Hirth Nimbus-3          |
| 1983 | 18°   | Hobbs, Nuevo México, Estados Unidos de América | 15 m            | Kees Musters                 | Países Bajos              | Schempp-Hirth Ventus            |
| 1983 | 18°   | Hobbs, Nuevo México, Estados Unidos de América | Standard        | Styg Oye                     | Dinamarca                 | Rolladen-Schneider LS4          |
| 1985 | 19°   | Rieti, Italia                                  | Libre           | Ingo Renner                  | Australia                 | Schempp-Hirth Nimbus-3          |
| 1985 | 19°   | Rieti, Italia                                  | 15 m            | Doug Jacobs                  | Estados Unidos de América | Rolladen-Schneider LS6          |
| 1985 | 19°   | Rieti, Italia                                  | Standard        | Leonardo Brigliadori         | Italia                    | Schempp-Hirth Discus            |
| 1987 | 20°   | Benalla, Australia                             | Libre           | Ingo Renner                  | Australia                 | Alexander Schleicher ASW 22     |
| 1987 | 20°   | Benalla, Australia                             | 15 m            | Brian Spreckley              | Reino Unido               | Rolladen-Schneider LS6          |
| 1987 | 20°   | Benalla, Australia                             | Standard        | Markku Kuittinen             | Finlandia                 | Schempp-Hirth Discus            |
| 1989 | 21°   | Wiener Neustadt, Austria                       | Libre           | Jean-Claude Lopitaux         | Francia                   | Alexander Schleicher ASW 22     |
| 1989 | 21°   | Wiener Neustadt, Austria                       | 15 m            | Bruno Gantenbrink            | Alemania Occidental       | Schempp-Hirth Ventus            |
| 1989 | 21°   | Wiener Neustadt, Austria                       | Standard        | Jacques Aboulin              | Francia                   | Schempp-Hirth Discus            |
| 1991 | 22°   | Uvalde, Texas, Estados Unidos de América       | Libre           | Janusz Centka                | Polonia                   | Alexander Schleicher ASW 22     |
| 1991 | 22°   | Uvalde, Texas, Estados Unidos de América       | 15 m            | Brad Edwards                 | Australia                 | Rolladen-Schneider LS6          |
| 1991 | 22°   | Uvalde, Texas, Estados Unidos de América       | Standard        | Baer Selen                   | Países Bajos              | Schempp-Hirth Discus            |
| 1993 | 23°   | Borlänge, Suecia                               | Libre           | Janusz Centka                | Polonia                   | Alexander Schleicher ASW 22     |
| 1993 | 23°   | Borlänge, Suecia                               | 15 m            | Gilbert Gerbaud              | Francia                   | Rolladen-Schneider LS6          |
| 1993 | 23°   | Borlänge, Suecia                               | Standard        | Andrew Davis                 | Reino Unido               | Schempp-Hirth Discus            |
| 1995 | 24°   | Omarama, Nueva Zelanda                         | Libre           | Ray Lynskey                  | Nueva Zelanda             | Schempp-Hirth Nimbus-4          |
| 1995 | 24°   | Omarama, Nueva Zelanda                         | 15 m            | Eric Napoleon                | Francia                   | Schempp-Hirth Ventus-2          |
| 1995 | 24°   | Omarama, Nueva Zelanda                         | Standard        | Markku Kuittinen             | Finlandia                 | Schempp-Hirth Discus            |
| 1997 | 25°   | Saint-Auban, Francia                           | Libre           | Gerard Lherm                 | Francia                   | Schempp-Hirth Nimbus-4          |
| 1997 | 25°   | Saint-Auban, Francia                           | 15 m            | Werner Meuser                | Alemania                  | Schempp-Hirth Ventus-2          |
| 1997 | 25°   | Saint-Auban, Francia                           | Standard        | Jean-Marc Caillard           | Francia                   | Rolladen-Schneider LS8          |
| 1997 |       | Inonu, Turquía                                 | Mundo           | Frederic Hoyeau              | Francia                   | PZL PW-5                        |
| 1999 | 26°   | Bayreuth, Alemania                             | Libre           | Holger Karow                 | Alemania                  | Schempp-Hirth Nimbus-4          |
| 1999 | 26°   | Bayreuth, Alemania                             | 15 m            | Giorgio Galetto              | Italia                    | Schempp-Hirth Ventus-2          |
| 1999 | 26°   | Bayreuth, Alemania                             | Standard        | Jean-Marc Caillard           | Francia                   | Schempp-Hirth Discus-2          |
| 1999 |       | Leszno, Polonia                                | Mundo           | Frederic Hoyeau              | Francia                   | PZL PW-5                        |
| 2001 | 27°   | Mafeking, Sudáfrica                            | Libre           | Oscar Goudriaan              | Sudáfrica                 | Alexander Schleicher ASW 22     |
| 2001 | 27°   | Mafeking, Sudáfrica                            | 15 m            | Werner Meuser                | Alemania                  | Schempp-Hirth Ventus-2          |
| 2001 | 27°   | Mafeking, Sudáfrica                            | Standard        | Laurent Aboulin              | Francia                   | Schempp-Hirth Discus-2          |
| 2001 |       | Gawler, Australia                              | Club            | Peter Masson                 | Reino Unido               | DG-101                          |
| 2001 |       | Lillo, España                                  | 18 m            | Stephen Jones                | Reino Unido               | Schempp-Hirth Ventus-2          |
| 2001 | Mundo | Lillo, España                                  | Olivier Darroze | Francia                      | PZL PW-5                  |                                 |
| 2002 |       | Musbach, Alemania                              | Club            | Tomas Suchanek               | República Checa           | Schempp-Hirth Standard Cirrus   |
| 2003 | 28°   | Leszno, Polonia                                | Libre           | Holger Karow                 | Alemania                  | Schempp-Hirth Nimbus-4          |
| 2003 | 28°   | Leszno, Polonia                                | 18 m            | Wolfgang Janowitsch          | Austria                   | Schempp-Hirth Ventus-2          |
| 2003 | 28°   | Leszno, Polonia                                | 15 m            | John Coutts                  | Nueva Zelanda             | Alexander Schleicher ASW 27     |
| 2003 | 28°   | Leszno, Polonia                                | Standard        | Andrew Davis                 | Reino Unido               | Schempp-Hirth Discus 2          |
| 2003 |       | Nitra, Eslovaquia                              | Mundo           | Sebastian Kawa               | Polonia                   | PZL PW-5                        |
| 2004 |       | Elverum, Noruega                               | Club            | Sebastian Kawa               | Polonia                   | SZD-48-3M Brawo                 |
| 2006 | 29°   | Eskilstuna, Suecia                             | Libre           | Michael Sommer               | Alemania                  | Alexander Schleicher ASW 22 BLE |
| 2006 | 29°   | Eskilstuna, Suecia                             | 18 m            | Phil Jones                   | Reino Unido               | Schempp-Hirth Ventus-2cxt       |
| 2006 | 29°   | Eskilstuna, Suecia                             | 15 m            | Janusz Centka                | Polonia                   | SZD 56 Diana                    |
| 2006 | 29°   | Eskilstuna, Suecia                             | Standard        | Leigh Wells                  | Reino Unido               | Rolladen-Schneider LS8          |
| 2006 |       | Vinon-sur-Verdon, Francia                      | Club            | Sebastian Kawa               | Polonia                   | SZD-48-3M Brawo                 |
| 2006 | Mundo | Vinon-sur-Verdon, Francia                      | Christophe Ruch | Francia                      | PZL PW-5                  |                                 |
| 2008 | 30°   | Rieti, Italia                                  | Mundo           | Laurent Couture              | Francia                   | PZL PW-5                        |
| 2008 | 30°   | Rieti, Italia                                  | Standard        | Michael Buchthal             | Alemania                  | Discus 2ax                      |
| 2008 | 30°   | Rieti, Italia                                  | Club            | Matthias Sturm               | Alemania                  | Hornet                          |
| 2008 |       | Lüsse, Alemania                                | Libre           | Michael Sommer               | Alemania                  | ASW 22 BLE                      |
| 2008 | 15 m  | Lüsse, Alemania                                | György Gulyas   | Hungría                      | Ventus 2a                 |                                 |
| 2008 | 18 m  | Lüsse, Alemania                                | Olivier Darroze | Francia                      | ASG 29                    |                                 |
| 2010 | 31°   | Prievidza, Eslovaquia                          | World           |                              |                           |                                 |
| 2010 | 31°   | Prievidza, Eslovaquia                          | Standard        |                              |                           |                                 |
| 2012 | 32°   | Adolfo Gonzales Chaves, Argentina              | World           | Sebastián Riera              | Argentina                 | PW5                             |
| 2012 | 32°   | Adolfo Gonzales Chaves, Argentina              | Club            | Santiago Berca               | Argentina                 | Jantar STD2                     |
| 2012 | 32°   | Adolfo Gonzales Chaves, Argentina              | Standard        | Sebastian Kawa               | Polonia                   | Discus 2ax                      |

## Campeonatos Mundiales femeninos
- 2001 Pociunai, Lituania
  - Ganador clase 15 metros: Gillian Spreckley, Reino Unido; Planeador: Schempp-Hirth Ventus-2
  - Ganador clase Standard: Sarah Steinberg (now Kelman), Reino Unido; Planeador: Alexander Schleicher ASW 24
  - Ganador clase Club: Tamara Sviridova, Rusia; Planeador: SZD-48 Standard Jantar

- 2003 Jihlava, República Checa
  - Ganador clase 15 metros: Alena Netusilova, República Checa; Planeador: Schempp-Hirth Ventus-2a
  - Ganador clase Standard: Cornelia Schaich, Alemania; Planeador: Rolladen-Schneider LS8-b
  - Ganador clase Club: Christine Grote, Alemania; Planeador: GlasflügelStandard Libelle

- 2005 Klix, Alemania
  - Ganador clase 15 metros: Mette Pedersen, Dinamarca; Planeador: Alexander Schleicher ASW 27B
  - Ganador clase Standard: Jana Veprekova, República Checa; Planeador: Rolladen-Schneider LS8-b
  - Ganador clase Club: Hana Vokrinkova, República Checa; Planeador: Schempp-Hirth Standard Cirrus

- 2007 Romorantin, Francia
  - Ganador clase Standard: Sarah Kelman, Reino Unido; Alexander Schleicher ASW 28
  - Ganador clase Club: Gill Spreckley, Reino Unido; Rolladen-Schneider LS1
  - Ganador clase 15 metros: Kathrin Senne, Alemania; Planeador: Schempp-Hirth Ventus-2a

- 2009 Szeged, Hungría
  - Clase Standard
  - Clase 15 metros

## Campeonatos Mundiales Juveniles
- 1999 Terlet, Países Bajos
  - Ganador clase Standard: Gunther Stahl, Alemania; Planeador: Schempp-Hirth Discus-2
  - Ganador clase Club: Robert Scheiffarth, Alemania; Planeador: Alexander Schleicher ASW 19

- 2001 Issoudun, Francia
  - Ganador clase Standard: Jay Rebbeck, Reino Unido; Planeador: Rolladen-Schneider LS8
  - Ganador clase Club: Peter Toft, Dinamarca; Planeador: Glasflügel Standard Libelle

- 2003 Nitra, Slovakia
  - Ganador clase Standard: Jeremy Hood, Reino Unido; Planeador: Rolladen-Schneider LS8
  - Ganador clase Club: Michael Streit, Alemania; Planeador: Alexander Schleicher ASW 19

- 2005 Husbands Bosworth, Reino Unido
  - Ganador clase Standard: Mark Parker, Reino Unido; Planeador: Rolladen-Schneider LS8
  - Ganador clase Club: Christoph Nacke, Alemania; Planeador: Rolladen-Schneider LS1

- 2007 Rieti, Italia
  - Clase Standard
  - Clase Club

- 2009 Räyskälä, Finlandia
  - Clase Standard
  - Clase Club